# Lygosoma veunsaiense
Lygosoma veunsaiense — вид сцинкоподібних ящірок родини сцинкових (Scincidae). Ендемік Камбоджі. Описаний у 2012 році.

## Поширення й екологія
Lygosoma veunsaiense відомі за типовим зразком, зібраним у провінції Ратанакіри на північному сході Камбоджі. Вони живуть у напівлистяних тропічних лісах.